# Milan Ftáčnik
Milan Ftáčnik (30. října 1956 Bratislava – 14. května 2021) byl slovenský politik a bývalý primátor Bratislavy.
V letech 1998–2002 působil jako ministr školství, později (od roku 2005) byl zastupitelem Bratislavského kraje. Od listopadu 2010 zastávál také funkci primátora Bratislavy; předtím byl starostou největší bratislavské městské části Petržalka.
Rovněž byl profesorem na Univerzitě Komenského, kde přednášel na téma aplikované informatiky.
Jako politik zastává levicové postoje. Byl členem Strany demokratickej ľavice, kde zastával pozici nejprve místopředsedy a později i místopředsedy pro zahraniční styky. Později působil ve straně Sociálno-demokratická alternatíva, která se vymezovala vůči vládnoucí straně SMER – sociálna demokracia.